# نفق خراطة
نفق خرّاطة هو نفق مركبات يقع في بلدية خراطة ، محفور تحت جبال البابور ، ويربط ولاية بجاية بولاية سطيف بالجزائر. يصل طوله 7 كم وهو أطول نفق للمركبات في الجزائر. يتكون نفق خراطة من رواق واحد ذو اتجاهين.

## تاريخ
تم إنشاء نفق خراطة من قبل شركة إيطالية. بدأت الأشغال فيه سنة 1988. في عام 2014 ، تم تنفيذ أعمال العصرنة فيه قبل مكتب دراسات إسباني، لاستبدال أنظمة الإضاءة والتهوية وطرد الدخان، وكذا المراقبة عن بعد.
خلال 17 يونيو 2017 وقع حادث إشتعال سيارة داخل النفق ولم يسفر الحريق عن اصابات.أغلق النفق أمام حركة المرور لعدة ساعات على الطريق الوطنية 9 ، في 2019 قامت إدارة الطرقات بالجزائر بعملية صيانة كاملة لعصرنة النفق ليستوعب العدد المتزايد للحركة المرورية التي تضاعفت أربع مرات منذ إنشائه.

## مواصفات
يتكون نفق خراطة من ثلاثة أنفاق متتالية يبلغ طولها الإجمالي يصل 7 كم كأطول نفق مركبات في إفريقيا. تنتقل حركة المرور في نفق مزدوج الإتجاه. السرعة القصوى بـ 80 كم / ساعة مع مسافة أمان بين كل مركبة.
تجاوزت حركة المرور اليومية في النفق 22000 مركبة متجاوزة ما كان مخطط له 11000 مركبة فقط، كي تبلغ ذروتها 30 000 خلال فصل الصيف. تبقى الشاحنات ذات الأوزان الثقيلة والتي تمثل 45٪ من الحركة الإجمالية، ممنوع عليها استخدام النفق في الاتجاه التصاعدي.